# Ейленбург Альберт
Альберт Ейленбург (нім. Albert Eulenburg ; 10 серпня 1840, Берлин — 3 липня 1917, Берлин
) — німецький лікар, психіатр та фармаколог.

## Біографічні дані
Альберт Ейленбург походив із єврейської родини. Його батько Міхаель Моріц Ейленбург був лікарем, а молодший брат Ернст пізніше прославився як музичний видавець. Після смерті діда сім'я перейшла 1847 року в протестантизм.
Альберт Ейленбург написав керівництво з нервових хвороб (1871) і кілька монографій з патології симпатичного нерва, про гідроелектричні ванни та інше (німецькою мовою). З 1880 року під його редакцією випускалося велике видання з медицини — Real-Encyclopädie der gesammten Heilkunde, зі щорічними додатковими томами. Воно лягло в основу російського видання «Реальна енциклопедія медичних наук» М. І. Афанасьєва, третину якого зайняли оригінальні статті російських авторів, у створенні якої брав участь, зокрема, Густав Беренд. Співпрацював із Ю. Швальбе.
З 1882 року професор нервових хвороб у Берлінському університеті. Перед тим кілька років був професором фармакології в Грейфсвальдському університеті. Спільно зі знаменитим сексологом Йоганном Блохом видавав журнал «Сексологія та євгеніка».